# IBM 1800

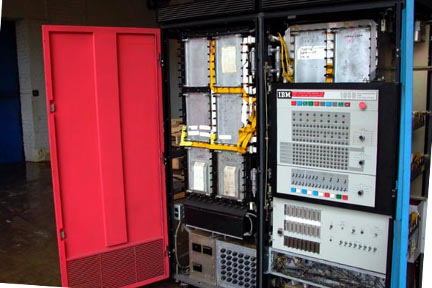
IBM 1800

Das IBM 1800 Data Acquisition and Control System (DACS) war eine Prozessleittechnikvariante der IBM 1130 mit zwei zusätzlichen Anweisungen (CMP und DCM), zusätzlichen I/O-Möglichkeiten, cycles-stealing-Fähigkeit und drei Hardware-Indexregistern. IBM führte den Minirechner im November 1964 ein.

## Überblick
IBM beschrieb den Rechner als "einen Computer, der eine Montagelinie überwachen, einen Stahlherstellungsprozess steuern oder den genauen Status einer Rakete während des Testflugs analysieren kann". Im Gegensatz zur IBM 1130, der eine schreibtischähnliche Einheit war, ist der 1800 in 6 Fuß-hohen, EIA Standard 19-Zoll-Racks verpackt, die etwas höher sind als die Racks, die von S/360-Systemen des gleichen Jahrgangs verwendet wurden, aber die internen gates und Netzteile waren sehr ähnlich. Das IBM 1500-Lehrsystem wurde am 31. März 1966 von IBM eingeführt und basierte auf einem IBM 1130- oder IBM 1800-Computer. Es unterstützte bis zu 32 studentische Arbeitsplätze.

## Einsatz
Die IBM 1800-Systeme wurden hauptsächlich in den Werken der Prozessindustrie weltweit eingesetzt, wie z. B. ab 1971 für den Hochofen Nr. 5 der Chiba Works der Kawasaki Steel Company, heute Teil der JFE Group. Im Juni 2010 wurden die letzten vier IBM 1800, die im Kernkraftwerk Pickering in Pickering, Ontario, Kanada, betrieben wurden, nicht mehr verwendet. Pickering benutzt immer noch vier ES-1800-Computer, bei denen es sich um IBM 1800-Hardwareemulatoren handelt, die von Cable & Computer Technologies entwickelt wurden. Bis 1984 hatte Exxon USA 18 IBM 1800-Systeme in allen 5 seiner Raffinerien eingesetzt. Sie wurden durch Honeywell TDC3000 Prozessleitsysteme ersetzt.